# Juan Francisco Marco y Catalán
Juan Francisco Marco y Catalán, né le 24 octobre 1771 à Bello en Teruel, Espagne, et mort le 16 mars 1841 à Rome, est un cardinal espagnol de l'Église catholique romaine.

## Biographie
Juan Francisco Marco y Catalán est professeur à l'université de Saragosse et à l'université de Bologne. Il est nommé auditeur à la Rote romaine par le roi Ferdinand VII d'Espagne en 1816. Le pape Léon XII le nomme membre de la commission pour la révision du motu proprio. Il est gouverneur de Rome et vice-camerlingue de la Sainte-Église de 1826 à 1828.
Le pape Léon XII le créé cardinal lors du consistoire du 15 décembre 1828. Il participe au conclave de 1829, lors duquel Pie VIII est élu pape et au conclave de 1830-1831 (élection de Grégoire XVI). C'est lui qui présente à ce dernier conclave l'exclusion contre l'élection du cardinal Giacomo Giustiniani au nom du roi d'Espagne. Il est camerlingue du Sacré Collège en 1831-1832. Le roi Ferdinand VII le nomme en 1833 dans son testament président du conseil de régence pendant la minorité de sa fille Isabelle, la future reine Isabelle, mais le cardinal reste à Rome.